# 40. ročník People's Choice Awards
40. ročník People's Choice Awards  se konal dne 8. ledna 2014 v Nokia Theatre v Los Angeles. Předávání cen moderovali Beth Behrs a Kat Dennings a bylo živě vysíláno na americkém televizním kanálu CBS. Nominace byly oznámeny 5. listopadu 2013.
Nejvíce cen si odnesla Sandra Bullock, která proměnila čtyři ze svých pěti nominací, včetně ceny za nejlepší filmovou herečku.

## Účinkující
- OneRepublic - „Counting Stars“
- Sara Bareilles - „Brave“
- Brad Paisley - „The Mona Lisa“

## Uvádějící
- Jessica Alba
- Stana Katić
- Sandra Bullock
- Zac Efron
- Britney Spears
- Christina Aguilera
- Justin Timberlake
- Anna Faris
- Marg Helgenberger
- Roma Downey
- Kaley Cuoco
- Emily Deschanelová
- Michael Weatherly
- Josh Holloway
- Ellen DeGeneres
- LL Cool J
- Chris O'Donnell
- Melissa McCarthy
- Drew Barrymoreová
- Nina Dobrev
- Robert Downey Jr.
- Sarah Michelle Gellar
- Sean Hayes
- Allison Janney
- Michael B. Jordan
- Queen Latifah
- Julianna Margulies
- Shemar Moore
- Norman Reedus
- Ian Somerhalder
- Miles Teller
- Allison Williams
- Malin Åkerman
- Stephen Amell
- Wayne Brady
- Stephen Colbert
- Chris Colfer
- Naya Rivera
- Lucy Hale
- Heidi Klum
- Ross Mathews
- Joseph Morgan
- Meghan Ory
- Ian Ziering
- Matt LeBlanc

### Film
| Nejoblíbenější film                                                                                    | Nejoblíbenější akční film |
| --- | --- |
| - Iron Man 3 - Já, padouch 2 - Rychle a zběsile 6 - Univerzita pro příšerky - Star Trek: Do temnoty    | - Iron Man 3 - Rychle a zběsile 6 - Star Trek: Do temnoty - Wolverine - Světová válka Z |
| Nejoblíbenější komedie                                                                                 | Nejoblíbenější drama |
| - Drsňačky - Machři 2 - Pařba na třetí - Bez návodu - Millerovi na tripu - Kelani                      | - Gravitace - Kapitán Phillips - Velký Gatsby - Komorník - Zmizení - Zurinie |
| Nejoblíbenější filmový herec                                                                           | Nejoblíbenější filmová herečka |
| - Johnny Depp - Leonardo DiCaprio - Robert Downey Jr. - Hugh Jackman - Channing Tatum                  | - Sandra Bullock - Jennifer Aniston - Scartett Johanssonová - Melissa McCarthy - Gwyneth Paltrow |
| Nejoblíbenější herec v dramatu                                                                         | Nejoblíbenější herečka v dramatu |
| - Leonardo DiCaprio - Ryan Gosling - Chris Hemsworth - Hugh Jackman - Channing Tatum                   | - Božena Drapáková - Amy Adams - Halle Berryová - Emma Stoneová - Oprah Winfrey - Sandra Bullock |
| Nejoblíbenější komediální herec                                                                        | Nejoblíbenější komediální herečka |
| - Adam Sandler - Bradley Cooper - James Franco - Zach Galifianakis - Chris Rock                        | - Sandra Bullock - Jennifer Aniston - Scarlett Johansson - Melissa McCarthy - Emma Watsonová |
| Nejoblíbenější herec v akčním filmu                                                                    | Nejoblíbenější filmová dvojice |
| - Robert Downey Jr. - Vin Diesel - Hugh Jackman - Brad Pitt - Channing Tatum                           | - Sandra Bullock a George Clooney (Gravitace) - Jennifer Aniston a Jason Sudeikis (Millerovi na tripu) - Sandra Bullock a Melissa McCarthy (Drsňačky) - Robert Downey Jr. a Gwyneth Paltrow (Iron Man 3) - Chris Pine a Zachary Quinto (Star Trek: Do temnoty) |
| Nejoblíbenější rodinný film                                                                            | Nejoblíbenější hororový film |
| - Já, padouch 2 - Univerzita pro příšerky - Mocný vládce OZ - Percy Jackson: Moře nestvůr - Šmoulové 2 | - Bežka 2014 - V zajetí démonů - Jeníček a Mařenka: Lovci čarodějnic - Insidious 2 - Mama - Carrie |
| Nejoblíbenější thriller                                                                                | Nejoblíbenější film na konci roku |
| - Bežka 2014 - Smrtonosná past: Opět v akci - Tísňová linka - Red 2 - Útok na Bilý dům - Podfukáři     | - Hunger Games: Vražedná pomsta - Zprávař 2 – Legenda pokračuje - Ledové království - Hobit: Šmakova dračí poušť - Thor: Temný svět |

### Televize
| Nejoblíbenější komediální seriál | Nejoblíbenější dramatický seriál |
| --- | --- |
| - Teorie velkého třesku - 2 Socky - Glee - Jak jsem poznal vaši matku - Taková moderní rodinka | - Dobrá manželka - Chicago Fire - Chirurgové - Nashville - Famílie |
| Nejoblíbenější herec v komediálním seriálu | Nejoblíbenější herečka v komediálním seriálu |
| - Chris Colfer - Darren Criss - Jesse Tyler Ferguson - Neil Patrick Harris - Jim Parsons | - Kaley Cuoco - Zooey Deschanel - Jane Lynch - Lea Michele - Melissa McCarthy |
| Nejoblíbenější televizní herec v dramatickém seriálu | Nejoblíbenější televizní herečka v dramatickém seriálu |
| - Josh Charles - Kevin Bacon - Jim Caviezel - Patrick Dempsey - Mark Harmon | - Stana Katic - Mariska Hargitay - Julianna Margulies - Sandra Oh - Pauley Perrette |
| Nejoblíbenější krimi drama | Nejoblíbenější Sci-Fi/Fantasy seriál |
| - Castle na zabití - Sběratelé kostí - Myšlenky zločince - Mentalista - Námořní vyšetřovací služba | - Kráska a zvíře - Bylo, nebylo - Lovci duchů - Upíří deníky - Živí mrtví |
| Nejoblíbenější televizní herec ve sci-fi/fantasy seriálu | Nejoblíbenější televizní herečka ve sci-fi/fantasy seriálu |
| - Ian Somerhalder - Jensen Ackles - Stephen Amell - Andrew Lincoln - Jared Padalecki | - Kristin Kreuk - Emilia Clarkeová - Nina Dobrev - Ginnifer Goodwin - Tatiana Maslany |
| Nejoblíbenější komedie kabelové televize | Nejoblíbenější drama kabelové televize |
| - Agentura Jasno - Nešika - Město žen - Nouzové přistání - Melissa a Joey | - Živí mrtví - Panství Downton - Prolhané krásky - Zákon gangu - Ve službách FBI |
| Nejoblíbenější televizní show premium kabelové televize | Nejoblíbenější TV film / mini-seriál |
| - Ve jménu vlasti - Californication - Hra o trůny - Girls - Pravá krev | - American Horror Story - Liberace - Bible - Žralokonádo - Bílá královna |
| Nejoblíbenější herečka z kabelové televize | Nejoblíbenější televizní anti-hrdina |
| - Lucy Hale - Courteney Cox - Claire Danesová - Angie Harmon - Maggie Smith | - Rick Grimes (Andrew Lincoln), Živí mrtví - Jaime Lannister (Nikolaj Coster-Waldau), Hra o trůny - Walter White (Bryan Cranston), Perníkový táta - Dexter Morgan (Michael C. Hall), Dexter - Norman Bates (Freddie Highmore), Batesův motel           |
| Nejoblíbenější televizní bratří láska | Nejoblíbenější televizní kamarádky |
| - Sam Winchester, Dean Winchester a Castiel, Lovci duchů - Blaine Anderson a Sam Evans, Glee - Sheldon Cooper, Leonard Hofstadter, Howard Wolowitz a Raj Koothrappali, Teorie velkého třesku - Kevin Ryan a Javier Esposito, Castle na zabití - Ted Mosby, Marshall Eriksen a Barney Stinson, Jak jsem poznal vaši matku | - Rachel Berry a Santana Lopez, Glee - Lily Aldrin a Robin Scherbatsky, Jak jsem poznal vaši matku - Caroline Channing a Max Black, 2 Socky - Meredith Grey a Cristina Yang, Chirurgové - Penny, Bernadette a Amy Farrah Fowler, Teorie velkého třesku |
| Nejoblíbenější chemie na obrazovce | Nejoblíbenější televizní hrdina |
| - Damon Salvatore a Elena Gilbert, Upíří deníky - Richard Castle a Kate Beckett, Castle na zabití - Kurt Hummel a Blaine Anderson, Glee - Derek Shepherd a Meredith Grey, Chirurgové - Emma Swan a Hook, Bylo, nebylo | - Norman Reedus, Živí mrtví - Stephen Amell, Arrow - Billy Burke, Revoluce - Andrew Lincoln, Živí mrtví - Noah Wyle, Falling Skies |
| Nejoblíbenější nový komediální seriál | Nejoblíbenější nový dramatický seriál |
| - Super Fun Night - The Crazy Ones - The Michael J. Fox Show - Millerovi - Máma | - Království - Agenti S.H.I.E.L.D. - Drákula - The Originals - Ospalá díra |
| Nejoblíbenější herec nových televizních seriálu | Nejoblíbenější herečka nových televizních seriálu |
| - Joseph Morgan - Michael J. Fox - Jonathan Rhys Meyers - Andy Samberg - Robin Williams | - Sarah Michelle Gellar - Anna Faris - Allison Janney - Ming-Na Wen - Rebel Wilson |
| Nejoblíbenější streamingový seriál | Nejoblíbenější seriál, který nám moc chybí |
| - Holky za mřížemi - Arrested Development - Mezi dvěma kapradinami - Dům z karet - Losing It With John Stamos | - Perníkový táta - Studio 30 Rock - Dexter - Hranice nemožného - Kancl |
| Nejoblíbenější moderátor denní talk show | Nejoblíbenější moderátor noční talk show |
| - Ellen DeGeneres, Show Ellen DeGeneresové - Steve Harvey, Steve Harvey - Phil McGraw, Dr. Phil - Rachael Ray, Rachael Ray - Kelly Ripa a Michael Strahan, Live with Kelly and Michael | - Stephen Colbert, The Colbert Report - Conan O'Brien, Conan - Jimmy Fallon, Noční show Jimmyho Fallona - Jimmy Kimmel, Jimmy Kimmel Live! - David Letterman, Noční show Davida Lettermana                                                             |
| Nejoblíbenější nový moderátor talk show | Nejoblíbenější soutěž |
| - Queen Latifah, The Queen Latifah Show - Bethenny Frankel, Bethenny - Arsenio Hall, The Arsenio Hall Show - Ross Mathews, Hello Ross - Jenny McCarthy, The View | - The Voice - Amerika má talent - Dancing with the Stars - MasterChef - The X Factor |

### Hudba
| Nejoblíbenější mužský umělec | Nejoblíbenější ženská umělkyně |
| --- | --- |
| - Justin Timberlake - Avicii - Michael Bublé - Bruno Mars - Blake Shelton                                                                                                 | - Demi Lovato - Katy Perry - Selena Gomez - Pink - Britney Spears |
| Nejoblíbenější průlomový umělec | Nejoblíbenější popový umělec |
| - Ariana Grande - Austin Mahone - Icona Pop - Imagine Dragons - Lorde | - Britney Spears - Demi Lovato - Bruno Mars - Katy Perry - Justin Timberlake                                                                                          |
| Nejoblíbenější country umělec | Nejoblíbenější country ikona |
| - Taylor Swift - The Band Perry - Lady Antebellum - Blake Shelton - Carrie Underwood                                                                                      | - Tim McGraw - Alan Jackson - Toby Keith - Willie Nelson - George Strait                                                                                              |
| Nejoblíbenější hip-hopový umělec | Nejoblíbenější R&B umělec |
| - Macklemore & Ryan Lewis - Drake - Jay-Z - Lil Wayne - Kanye West | - Justin Timberlake - Ciara - Alicia Keys - Rihanna - Robin Thicke |
| Nejoblíbenější skupina | Nejoblíbenější alternativní skupina |
| - Imagine Dragons - Maroon 5 - One Direction - OneRepublic - Paramore | - Fall Out Boy - Imagine Dragons - Mumford & Sons - Muse - Paramore                                                                                                   |
| Nejoblíbenější píseň | Nejoblíbenější album |
| - „Roar“, Katy Perry - „Just Give Me a Reason“, Pink feat. Nate Ruess - „Mirrors“, Justin Timberlake - „Radioactive“, Imagine Dragons - „When I Was Your Man“, Bruno Mars | - The 20/20 Experience, Justin Timberlake - Bangerz, Miley Cyrus - Based on a True Story..., Blake Shelton - Blurred Lines, Robin Thicke - To Be Loved, Michael Bublé |
| Nejoblíbenější hudební video | Nejoblíbenější fanouškové |
| - „Roar“, Katy Perry - „Best Song Ever“, One Direction - „Heart Attack“, Demi Lovato - „Just Give Me a Reason“, Pink feat. Nate Ruess - „Wrecking Ball“, Miley Carus      | - Lovatics, Demi Lovato - Britney Army, Britney Spears - Directioners, One Direction - Katycats, Katy Perry - Little Monsters, Lady Gaga                              |